# Dobříš (stacja kolejowa)
Dobříšⓘ – stacja kolejowa w Dobříš, w kraju środkowoczeskim, w Czechach. Znajduje się na wysokości 490 m n.p.m.
Jest zarządzana przez Správę železnic. Na stacji istnieje możliwość zakupu biletu i rezerwacji miejsc.

## Linie kolejowe
- 210 Praha - Vrané nad Vltavou - Čerčany